# Криямана-карма
Крияма́на-ка́рма (IAST: Kriyamāna-karma) или агами-карма — один из трёх видов кармы в индуизме. Это карма, которую люди создают в настоящий момент, и плоды которой будут получены в будущем.